# Партенос

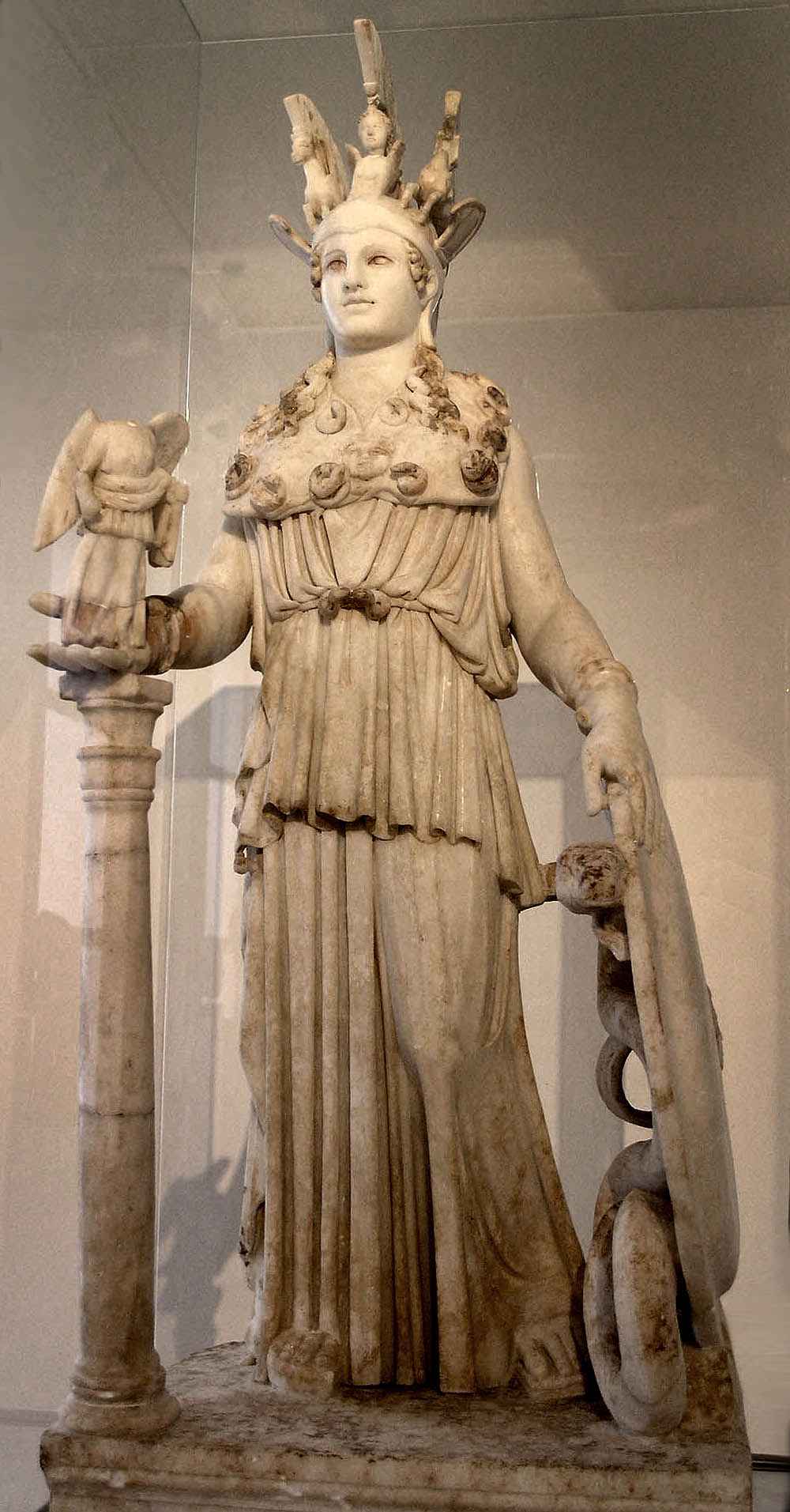
Афіна Варвакіон (названа за школою Варвакіон) — найточніша копія Афіни Парфенос римської доби, мармур, перша половина 3 століття

Партенос, також Партена, Парфенос, Парфена (грец. Παρθένος) — епітет Афіни — діва, від якого походить назва головного афінського храму Парфенон;
Партенос — дочка Стафіла, сина Діоніса, й Хрісотеміди, якій разом із сестрою батько доручив стерегти льох, де зберігалися посудини з вином. Коли сестри заснули, свині спустошили льох. Дівчата з розпачу кинулись у море, але закоханий у П. Аполлон порятував їх і переніс до Херсонесу, де сестер шанували як божества;
Партенос — дочка Аполлона та Хрісотеміди; померла молодою, і батько перетворив її на сузір'я Діви; за іншими версіями, епітет Астреї й дочки Ікарія Ерігони, взятих на небо й перетворених на це сузір'я;
Партенос — головна богиня Херсонесу Таврійського, яку греки ототожнювали з Артемідою або з її жрицею Іфігенією.